# Riel-les-Eaux
 Riel-les-Eaux  là một xã thuộc tỉnh Côte-d’Or trong vùng Bourgogne-Franche-Comté miền đông nước Pháp.